# Busan Biennale
Die Busan Biennale ist eine Biennale für zeitgenössische Kunst in Busan, Südkorea.
Im Januar 2001 wurde das bisherige Pusan International Contemporary Art Festival (PICAF) in Busan Biennale umbenannt. Die andere Schreibweise des Namens der Stadt entspricht der Neuregelung für die Transkription des Koreanischen vom Dezember 1999.
Ab 1981 fand in Busan (damals noch Pusan) eine Biennale für Junge Künstler statt. Später kamen das Sea Art Festival (Kunst am Strand, seit 1987) sowie Ausstellungen und das Symposium für Freiluft-Skulptur (Busan Sculpture Project, ab 1991) hinzu. Aus diesen Vorläufern entstand das 1998 und 2000 organisierte Pusan International Contemporary Art Festival, das nun als Busan Biennale weitergeführt wird.
- PICAF 1998 (1. – 30. Nov. 1998)
- PICAF 2000 (2. Okt. – 27. Nov. 2000)
- 1. Busan Biennale 2002 (15. Sept. – 17. Nov. 2002) Culture Meets Culture
- 2. Busan Biennale 2004 (22. Mai – 31. Okt. 2004) Chasm
- 3. Busan Biennale 2006 (27. Mai – 31. August 2006) Everywhere
- 4. Busan Biennale 2008 (6. Sept. – 15. Nov. 2008) Expenditure
- 5. Busan Biennale 2010 (11. Sept. – 20. Nov. 2010) Living in Evolution
- 6. Busan Biennale 2012 (22. Sept. – 24. Nov. 2012)[1] Garden of Learning
- 7. Busan Biennale 2014 (20. Sept. – 22. Nov. 2014) Inhabiting the World
- 8. Busan Biennale 2016 (3. Sept. – 30. Nov. 2016) Hybridizing Earth, Discussing Multitude
- 9. Busan Biennale 2018 (8. Sept. – 11. Nov. 2018) Divided We Stand
- 10. Busan Biennale 2020 (5. Sept. – 8. Nov. 2020) Words at an Exhibition – an exhibition in ten chapters and five poems
- 11. Busan Biennale 2022 (3. Sept. – 6. Nov. 2022) We, on the Rising Wave